# Битка код Писторије

Битка код Писторије вођена је 62. године п. н. е. између римске војске под легатом Марком Петрејем с једне и побуњеника на челу с Катилином с друге стране. Завршена је победом снага Марка Петреја.

## Битка
Катилининину војску је неколико месеци раније у Етрурији у тајности подигао некадашњи Сулин центурион Гај Манлије. Катилинин је план био да заједно са својим присталицама ликвидира водеће римске политичаре, а потом с том војском маршира на Рим и преузме власт. Међутим, у новембру 63. године п. н. е. завера је раскринкана у Сенату. Катилина је тада изјавио да добровољно одлази у егзил у Масилију, а заправо се прикључио војсци која је, према неким наводима, имала око 10.000 људи. Почетком децембра 63. године п. н. е. његови водећи саучесници у Риму су похапшени и погубљени, а што је довело до деморализације и осипања Катилинине војске. С њом се Катилина покушао пробити у Галију, али му је конзул Квинт Метел Целер с надмоћним снагам блокирао пут. Стога се окренуо против Антонија Хибриде чија је војска била слабија од Целерове, а Хибрида раније показивао симпатије за његову заверу. На дан битке је Хибриду погодио гихт па је команду предао Петреју. Катилина је одмах схватио да ће изгубити, али се борио храбро у првим редовима до последњег тренутка. У бици је и погинуо.